# كريغ ريموند
كريغ ريموند (بالإنجليزية: Craig Raymond)‏ لاعب كرة سلة أمريكي سابق. بدأ مسيرته الاحترافية في سنة 1967. تم اختياره من قبل فريق فيلادلفيا سفنتي سيكسرز خلال الدرافت. يبلغ طوله 6 قدم 11 بوصة (2.1 م). اعتزل اللعب في 1973.

## المسيرة الاحترافية
لعب مع أولمبيا ميلانو في الدوري الإيطالي في موسم 1967–1968، ثم لعب مع فيلادلفيا سفنتي سيكسرز في سنة 1969، ثم لعب مع إنديانا بايسرز في موسم 1972–1973.

## روابط خارجية
- كريغ ريموند على موقع إن بي أي (الإنجليزية)
- كريغ ريموند على موقع سبورتس رفرنس (الإنجليزية)
- كريغ ريموند على موقع كلية كرة السلة في سبورتس رفرنس.كوم (الإنجليزية)
- كريغ ريموند على موقع ريلجم (الإنجليزية)
- كريغ ريموند على موقع بروبوليرز (الإنجليزية)